# Ronald Baumbach
Ronald Baumbach (* 16. Juli 1967; † 19. April 2021 in Lindenstruth) war ein deutscher Fußballspieler.

## Sportliche Laufbahn
Am 10. April 1987 debütierte Baumbach in der höchsten Spielklasse des DDR-Fußballs für den FC Rot-Weiß Erfurt in dessen Startelf. Die Premierenpartie für den Verteidiger, der zu diesem Zeitpunkt regelmäßig bei RWE II spielte, endete am 20. Spieltag der Saison 1986/87 bei der 1:3-Auswärtsniederlage gegen die SG Dynamo Dresden mit einem Feldverweis kurz nach der 1. Halbzeit: „Neben Weidemann und Oevermann saßen mit Ettrichrätz und Petermann Bezirksliga-Akteure auf der Bank, und mit Roland Baumbach rückte einer von ihnen erstmals ins Oberliga-Rampenlicht. Allerdings nur für 55 Minuten, die für den 19-Jährigen bitter, aber wohl auch lehrreich waren. Sein letzter Auftritt jedoch dürfte dieser vorzeitig endende erste für die Rot-Weißen nicht gewesen sein. Mit seiner couragierten Art sollte er in absehbarer Zeit auch noch positiv in Erscheinung treten!“
Seinen nächsten Einsatz für die Erfurter in der Oberliga hatte der 1,74 Meter große Fußballer, der das Fußballspielen bei der BSG Aufbau Pferdsdorf erlernt hatte, knapp zwei Jahre später am 18. Spieltag der Spielzeit 1988/89 beim 2:1-Heimsieg gegen den 1. FC Lok Leipzig. In der Zwischenzeit hatte Baumbach für die BSG Aktivist Kali Werra Tiefenort und bis März 1989 für die BSG Robotron Sömmerda in der zweitklassigen Liga gespielt. In dieser Spielklasse hatte er bereits 1985/86 die ersten beiden Matches für den FC Rot-Weiß II im Männerbereich bestritten.
In der letzten eigenständigen Saison des ostdeutschen Erstligafußballs erreichten Baumbach und die Rot-Weißen mit Rang 3 sowohl die direkte Qualifikation für die Premierensaison der gesamtdeutschen 2. Bundesliga als auch den Sprung in den Europapokal. In der 2. Bundesliga (22 Einsätze) und im UEFA Cup (drei von vier Partien) zählte die Defensivkraft 1991/92 zu den Stammspielern bei RWE. Der Klassenerhalt gelang den Thüringern jedoch nicht und im UEFA-Pokal war in Runde 2 gegen Ajax Amsterdam Endstation.
In der drittklassigen Amateur-Oberliga im NOFV-Bereich zählte Baumbach noch ein Jahr zum Kader des FC Rot-Weiß. Nach der Saison 1992/93 in der Südstaffel der NOFV-Oberliga wechselte der inzwischen 26 Jahre alte Abwehrspieler im Sommer 1993 zur SG Rot-Weiss Frankfurt. Später spielte der frühere Erstligakicker auch beim VfB Gießen und TSV Steinbach.
Nach dem Ende seiner aktiven Laufbahn betätigte sich Baumbach unter anderem als Fußballtrainer auf Amateurebene, vor allem in der Region Gießen. Unter anderem trainierte er Eintracht Lollar. Außerdem trat er in der Saison 2014/15 als Trainer des Kreisligisten FV Bürgeln in Erscheinung oder war in der Spielzeit 2015/16 Trainer des SV Schönstadt mit Spielbetrieb in der Gruppe 1 der Kreisliga B Marburg.